# 봉황초등학교 (경북)
봉황초등학교는 대한민국 경상북도 경산시에 있는 공립 초등학교이다.

## 학교 연혁
- 2004. 10. 02 봉황초등학교 설립 인가
- 2008. 09. 01 개교(41학급, 1,423명)
- 2013. 09. 01 제3대 진영호 교장 부임
- 2014. 02. 17 제6회 졸업식(졸업생 누계: 199명)
- 2014. 03. 01 39학급 편성(재적 수: 941명)
- 2019. 09. 01 제5대 장광규 교장  부임

## 참고 자료
- 봉황초등학교 - 한국교육학술정보원 학교알리미